# معدن علیا
معدن علیا، روستایی از توابع بخش مرکزی شهرستان فیروزه در استان خراسان رضوی ایران است.

## محصولات
فیروزه اصلی‌ترین محصول و سوغات روستای معدن است.  

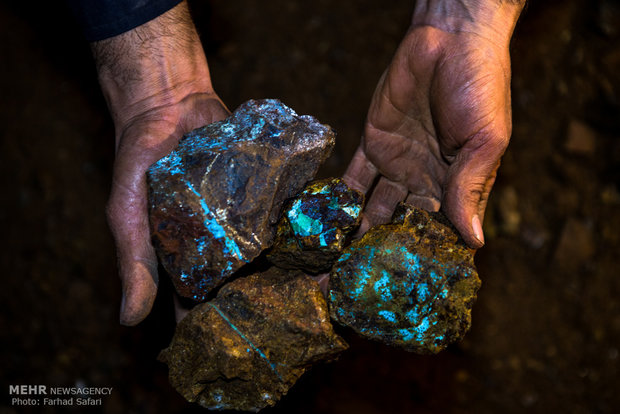
فیروزه معدن

ظروف فیروزه کوب
یکی از مشتقات فیروزه است که به وسیله ی نرمه یا شکوفه ی فیروزه در روی ظروف مسی قرار داده و تزئین میشود

## جمعیت
این روستا در دهستان فیروزه قرار دارد و براساس سرشماری مرکز آمار ایران در سال ۱۳۹۰، جمعیت آن ۵۴۳ نفر (۱۶۶خانوار) بوده‌است.
| خانوار | کل  | مرد | زن  |
| ۱۶۶    | ۵۴۳ | ۲۸۴ | ۲۵۹ |

## سرشناسان
- فریدون جنیدی (۲۰ فروردین ۱۳۱۸)[۲]
- سید حسن حسینی